# Olav Fykse Tveit
Olav Fykse Tveit (24 novembre 1960) è un teologo e pastore protestante norvegese, di fede luterana, segretario generale del Consiglio ecumenico delle Chiese dal 2010 al 2020.

## Biografia
Prima di entrare nel Consiglio ecumenico delle Chiese, nel 1999, è stato segretario della commissione dottrinale della Chiesa di Norvegia. Incarico che ha ricoperto per un anno, per poi entrare a far parte della commissione incaricata di trattare i rapporti tra Stato e Chiesa.
Tveit, successivamente, è stato nominato moderatore del gruppo di contatto tra la Chiesa di Norvegia e il Concilio islamico di Norvegia, nonché nel gruppo di contatto tra la propria Chiesa e la congregazione ebraica.
Nell'agosto del 2009 viene eletto segretario generale del Consiglio ecumenico delle Chiese. Incarico che gli viene riconfermato nel luglio 2014.

## Opere
- (NO)  Fleire artiklar in: Rolf Tofte (ed): Snart enige? Glimt fra samtaler mellom ulike kirkesamfunn, Oslo, 1992.
- (NO)  Ole Chr Kvarme/Olav Fykse Tveit (ed): Evangeliet i vår kultur. Oslo, 1995.
- (DE)  Eine Kirche von Norwegen, aber nicht von Europa?, in H.J:Luibl/C.R. Müller/H.Zeddies: Unterwegs nach Europa, Perspektiven Evangelischen Kirchen, p. 62-68, Francoforte, 2001.
- (EN)  Christian Solidarity in the Cross of Christ, World Council of Churches, 2012. ISBN 978-2825415689.
- (EN)  Just Peace, con Fernando Enns e Annette Mosher, Pickwick Publications, 2013. ISBN 978-1498264525.
- (JA)  Gospel and World: May 2015 (Japanese Edition), Shinkyo Shuppansha, 2015.
- (EN)  The Truth We Owe Each Other: Mutual Accountability in the Ecumenical Movement, World Council of Churches, 2016. ISBN 978-2825416808.
- (EN)  Liturgical-Missional: Perspectives on a Reformed Ecclesiology, con Neal D. Presa, Pickwick Publications, 2016. ISBN 978-1625647023.